# Prosopocera harrarensis
Prosopocera harrarensis là một loài bọ cánh cứng trong họ Cerambycidae.